# Copelatinae
Sous-famille
Les Copelatinae sont une sous-famille de coléoptères aquatiques de la famille des Dytiscidae.

## Liste des genres
Selon BioLib (7 mars 2024) :
- Agaporomorphus Zimmermann, 1921
- Aglymbus Sharp, 1882
- Austrelatus Shaverdo, Hájek, Hendrich, Surbakti, Panjaitan & Balke, 2023
- Capelatus Turner & Bilton, 2015
- Copelatus Erichson, 1832
- Exocelina Broun, 1886
- Lacconectus Motschulsky, 1855
- Liopterus Dejean, 1833
- Madaglymbus Shaverdo & Balke, 2008
- Papuadytes Balke, 1998

## Classification
La sous-famille des Copelatinae a été créée en 1885 par l'entomologiste belge Constant Van den Branden (d).
Les Copelatinae ont pour synonymes les tribus :
- Aglymbini Van den Branden, 1885
- Copelatini Van den Branden, 1885
- Lacconectini Van den Branden, 1885